# 1938
| 1938                                                         |
| ------------------------------------------------------------ |
| Dødsfald - Fødsler                                           |
| • Begivenheder • Film • Litteratur • Musik • Politik • Sport |

| Gregoriansk kalender | 1938 MCMXXXVIII         |
| Ab urbe condita      | 2691                    |
| Armensk kalender     | 1387 ԹՎ ՌՅՁԷ            |
| Kinesiske kalender   | 4634 – 4635 丁丑 – 戊寅 |
| Etiopisk kalender    | 1930 – 1931             |
| Jødisk kalender      | 5698 – 5699             |
| Hindukalendere       |                         |
| - Vikram Samvat      | 1993 – 1994             |
| - Shaka Samvat       | 1860 – 1861             |
| - Kali Yuga          | 5039 – 5040             |
| Iransk kalender      | 1316 – 1317             |
| Islamisk kalender    | 1357 – 1358             |

Konge i Danmark: Christian 10. 1912-1947
Se også 1938 (tal)

## Begivenheder

### Januar
- 3. januar – Franklin D. Roosevelt startede March of Dimes for at rejse midler til kampen mod polio.

### Februar
- 4. februar - Adolf Hitler udnævner sig selv til krigsminister og Joachim von Ribbentrop til udenrigsminister
- 20. februar – Den britiske udenrigsminister Anthony Eden træder tilbage i protest mod forhandlingerne med Italien

### Marts
- 12. marts – Tyske tropper marcherer ind i Østrig
- 13. marts - "Anschluss": Efter dagen forinden at have invaderet Østrig proklamerer Nazityskland anneksion af landet som en tysk provins

### Maj
- 15. maj – Oddesundbroen indvies.
- 29. maj – Aalborg Lufthavn indvies.

### Juni
- 30. juni - Superman optræder i en tegneserie for første gang

### Juli
- 4. juli – Bill Withers, amerikansk soulsanger (død 2020).
- 6. juli – Seth Barnes Nicholson opdager Jupiter-månen Lysithea.
- 9. juli – Henning Jensen, dansk politiker.
- 30. juli – Seth Barnes Nicholson opdager Jupiter-månen Lysithea

### August
- 3. august - i Italien udelukkes jøder fra universiteterne
- 12. august - det tyske militær mobiliseres

### September
- 5. september - Den 10. Rigspartidag åbner i Nürnberg
- 15. september - den britiske premierminister Neville Chamberlain besøger Adolf Hitler i Berchtesgaden, hvor Hitler bekræfter at ville annektere det tjekkiske Sudeterland
- 21. september - den tjekkiske regering godkender, efter pres, Sudeterlands afståelse til Tyskland
- 27. september - lineren Queen Elizabeth søsættes ved Clydebank i Skotland. Med sine 80.000 ton overgår den Queen Mary i størrelse
- 29. september - ved firemagtskonferencen underskriver England, Frankrig, Italien og Tyskland den såkaldte München-overenskomst, og Sudeterområdet afgives til Tyskland
- 30. september – Neville Chamberlain vender tilbage til London med budskabet om "Fred i vor Tid"

### Oktober
- 1. oktober - tyske tropper rykker ind i Sudeterland, som nu af Hitler erklæres for befriet
- 5. oktober - Pas tilhørende jøder i Nazi-Tyskland erklæres ugyldige, med mindre passet er stemplet med et "J"
- 8. oktober - Metropolitanskolen bliver indviet
- 10. oktober - Ifølge Münchenaftalen bliver Sudetenland overdraget til Tyskland
- 22. oktober – Verdens første kopimaskine ser dagens lys i Astoria, Queens
- 30. oktober - den 23-årige Orson Welles skaber panik blandt den amerikanske befolkning, da han i radioen opfører et meget realistisk radiospil over H.G. Wells' Klodernes kamp.

### November
- 9. november – Under Krystalnatten afbrænder nazisterne i Tyskland hundredvis af synagoger og ødelægger tusinder af jødiske beboelser og forretninger. Flere blev pryglet ihjel og cirka 26.000 blev fængslet
- 12. november - Hermann Göring fastslår, at Madagaskar skal være den jødiske nations hjemland
- 21. november - Tyskland indlemmer den vestlige del af Tjekkoslovakiet i riget

### December
- 6. december - Frankrig og Tyskland indgår en ikke-angrebspagt og garanterer hinandens grænser
- 13. december - færøsk bliver officielt skolesprog på Færøerne
- 31. december - Rolla N. Harger, Indiana University opfinder det første "drunkometer", som måler/bestemmer en persons alkoholpromille ved analyse af udåndingsluften

## Født

### Januar
- 2. januar – Hans Herbjørnsrud, norsk forfatter.
- 5. januar – Juan Carlos 1., konge af Spanien.
- 7. januar – Werner Wejp-Olsen alias WOW – tegner bag bl.a. Momsemor (død 2018).
- 23. januar – Georg Baselitz, tysk kunstner.
- 27. januar – Povl Dissing, dansk sanger (død 2022).

### Februar
- 3. februar – Emile Griffith, amerikansk bokser og ex-verdensmester (død 2013).
- 4. februar – Svend Bjerre, dansk skuespiller, parodist og entertainer (død 2003).
- 7. februar – Gyda Hansen, dansk skuespillerinde (død 2010).

### Marts
- 5. marts – Fred Williamson, amerikansk skuespiller.
- 9. marts – Vagn Greve, dansk professor i strafferet (død 2014).
- 10. marts - Lorenzo Palomo, spansk komponist og dirigent (død 2024).
- 24. marts – David Irving, engelsk forfatter.
- 26. marts – Anthony Leggett, engelsk-amerikansk fysiker.

### April
- 8. april – Kofi Annan, FN's generalsekretær, født i Ghana (død 2018).
- 10. april – Povl Høst-Madsen, dansk journalist (død 2021).
- 15. april – Claudia Cardinale, italiensk skuespillerinde.
- 24. april – Jan Lindhardt, dansk teolog og skribent (død 2014).
- 26. april – Nino Benvenuti, italiensk bokser.
- 28. april – Madge Sinclair, jamaicansk-amerikansk skuespillerinde (død 1995).
- 30. april – Larry Niven, amerikansk science fiction-forfatter.

### Maj
- 13. maj – Giuliano Amato, italiensk politiker.
- 15. maj – Cæsar, dansk folkesanger (død 2000).
- 20. maj – Jan Bonde Nielsen, dansk international erhvervsleder.
- 28. maj – Laila Andersson, dansk skuespillerinde (død 2021).
- 28. maj – Jerry West, amerikansk basketballspiller (død 2024).

### Juni
- 2. juni – Prinsesse Désirée, baronesse Silfverschiöld, svensk prinsesse.
- 17. juni – Grethe Ingmann, dansk sangerinde (død 1990).
- 26. juni – Arne Hansen, dansk skuespiller (død 1992).
- 29. juni – Poul Thomsen, dansk tv-vært (død 2022).

### Juli
- 10. juli – Claus Nørby, dansk operasanger (død 1999).
- 18. juli – Erik Wedersøe, dansk skuespiller og forfatter (død 2011).
- 20. juli – Natalie Wood, amerikansk skuespillerinde (død 1981).
- 20. juli – Diana Rigg, engelsk skuespillerinde (død 2020).
- 22. juli – Terence Stamp, engelsk skuespiller.
- 27. juli – Gary Gygax, amerikansk forfatter og spildesigner (død 2008).
- 28. juli – Alberto Fujimori, peruviansk præsident (død 2024).
- 28. juli – Claus Nissen, dansk skuespiller (død 2008).

### August
- 3. august – Terry Wogan, irsk tv-vært (død 2016).
- 9. august – Leonid Kutjma, ukrainsk præsident.
- 15. august – Stephen Breyer, amerikansk advokat.
- 21. august – Kenny Rogers, amerikansk sanger (død 2020).
- 29. august – Elliott Gould, amerikansk skuespiller.

### September
- 1. september – Per Kirkeby, dansk billedkunstner og skulptør (død 2018).
- 3. september – Ryoji Noyori, japansk kemiker.
- 23. september – Romy Schneider, tysk-fransk skuespillerinde (død 1982).
- 25. september – Jonathan Motzfeldt, grønlandsk præst og politiker (død 2010).
- 28. september – Ben E. King, amerikansk sanger (død 2015).
- 29. september – Wim Kok, hollandsk politiker (død 2018).

### Oktober
- 1. oktober – Stella Stevens, amerikansk skuespillerinde (død 2023).
- 1. oktober – Tony Darrow, amerikansk skuespiller.
- 4. oktober – Kurt Wüthrich, schweizisk kemiker.
- 8. oktober – Kjeld Nørgaard, dansk skuespiller (død 2025).
- 14. oktober – Farah Pahlavi, tidligere kejserinde af Iran.
- 16. oktober – Nico, tysk sangerinde (død 1988).
- 22. oktober – Christopher Lloyd, amerikansk skuespiller.
- 22. oktober – Derek Jacobi, engelsk skuespiller.
- 29. oktober – Ellen Johnson Sirleaf, tidligere præsident af Liberia.

### November
- 1. november – Ivar Hansen, dansk politiker og folketingsformand (død 2003).
- 2. november – Sofia af Spanien, tidligere spansk dronning.
- 12. november – Benjamin Mkapa, tidligere præsident af Tanzania.
- 17. november – Susse Wold, dansk skuespillerinde.
- 19. november – Ted Turner, amerikansk forretningsmand.
- 24. november – Oscar Robertson, amerikansk basketballspiller.

### December
- 5. december – J.J. Cale, amerikansk sanger (død 2013).
- 8. december – John Kufuor, tidligere præsident af Ghana.
- 16. december – Liv Ullmann, norsk skuespillerinde.
- 17. december – Peter Snell, newzealandsk løber (død 2019).
- 29. december – Jon Voight, amerikansk skuespiller.

## Dødsfald

### Januar
- 12. januar – Gösta Ekman, svensk skuespiller (født 1890).
- 13. januar – Frederik Hendriksen, dansk xylograf og grundlægger (født 1847).

### Februar
- 3. februar – Niels Skovgaard, dansk maler og billedhugger (født 1858).
- 10. februar – Valdemar Irminger, dansk maler (født 1850).
- 16. februar – Emanuel Monberg, dansk arkitekt (født 1877).
- 21. februar – George Hale, amerikansk astronom (født 1868).

### Marts
- 11. marts – Christen C. Raunkiær, dansk botaniker og professor (født 1860).
- 20. marts – Aage Lønborg-Jensen, dansk arkitekt og maler (født 1877).
- 24. marts – Jørgen-Frantz Jacobsen, færøsk/dansk forfatter og journalist (født 1900).
- 27. marts – A.W. Sandberg, dansk filminstruktør (født 1887).

### April
- 2. april – Gustaf Munch-Petersen, dansk forfatter (født 1912).
- 4. april – Alfred Schmidt, dansk tegner og maler (født 1858).
- 16. april – Karl Madsen, dansk maler, kunsthistoriker og museumsdirektør (født 1855).
- 22. april – A.C. Illum, dansk grundlægger (født 1863).
- 25. april – Rudolf Stammler, tysk retslærd (født 1856).
- 26. april – Edmund Husserl, tysk filosof (født 1859).

### Maj
- 4. maj – Carl von Ossietsky, tysk pacifist og nobelprismodtager (født 1889).
- 5. maj – Johannes Østrup, dansk filolog og rektor (født 1867).
- 9. maj – Thomas B. Thrige, dansk fabrikant (født 1866).

### Juni
- 13. juni – Charles Édouard Guillaume, schweizisk-fransk fysiker og nobelprismodtager (født 1861).
- 18. juni – Johannes Gøtzsche, dansk biskop (født 1866).
- 21. juni – Philip Smidth, dansk arkitekt (født 1855).

### Juli
- 2. juli – Lau Lauritzen Sr., dansk filminstruktør (født 1878).
- 4. juli – Otto Bauer, østrigsk politiker (født 1881).
- 17. juli – Robert Svendsen, dansk flyvepioner (født 1884).
- 23. juli – Georg Forchhammer, dansk døvepædagog, fysiker, opfinder og forstander (født 1861).

### August
- 7. august – A.C. Meyer, dansk journalist, redaktør, forfatter og politiker (født 1858).
- 17. august – Anne Winterer, tysk fotograf (født 1894).
- 19. august – Hakon Schmedes, dansk violinist og komponist (født 1877).
- 24. august – Verner Dahlerup, dansk filolog og professor (født 1859).

### September
- 15. september – Ernst Zeuthen, dansk maler og grafiker (født 1880).
- 15. september – Thomas Wolfe, amerikansk forfatter (født 1900).
- 25. september – Paul Olaf Bodding, norsk missionær og lingvist (født 1865).

### Oktober
- 14. oktober – Johannes Poulsen, kgl. dansk skuespiller og instruktør (født 1881).

### November
- 10. november – Kemal Atatürk, tyrkisk feltmarskal og statsmand (født 1881).
- 14. november – Hans Christian Gram, dansk læge og bakteriolog (født 1853).
- 22. november – Ingrid Jespersen, dansk pædagog og rektor (født 1867).

### December
- 7. december – Anna Marie Hahn , den første kvinde som døde i den elektriske stol (født 1906).
- 9. december – Albert Eschenlohr, tysk fodboldspiller (født 1898).
- 11. december – Christian Lous Lange, norsk politiker og nobelprismodtager (født 1869).
- 22. december – Johannes Wilhjelm, dansk maler (født 1868).
- 25. december – Karel Čapek, tjekkisk forfatter (født 1890).
- 28. december – Florence Lawrence, canadisk skuespiller (født 1886).

## Nobelprisen
- Fysik – Enrico Fermi
- Kemi – Richard Kuhn
- Medicin – Corneille Jean François Heymans
- Litteratur – Pearl Buck
- Fred – Nansen International Office for Refugees, Geneve, Schweiz.

## Sport
- 21. juni - Danmark taber på hjemmebane 0-1 til Sverige[1]
- Italien vinder verdensmesterskabet i fodbold
- 2. september – Letvægteren Carl Henrik Andersen bokser mod italieneren Aldo Spoldi i Forum i København om den den professionelle EM-titel, men taber på point efter 15 omgange.

## Film
- 4. februar - Disneys Snehvide og de syv små dværge har premiere og bliver den spillefilm, der opnår højest indtjening dette år
- Alarm, dansk kriminalfilm.
- Algiers, amerikansk dramafilm.
- Balletten danser, dansk film.
- Blaavand melder storm, dansk film.
- Bolettes brudefærd, dansk film.
- Champagnegaloppen, dansk film.
- Den mandlige husassistent, dansk film.
- Kongen bød dansk film, også kendt som Stavnsbåndsfilmen.
- Livet på Hegnsgaard, dansk film.
- Under byens tage, dansk film.